# Jürgen Kurz (Autor)
Jürgen Kurz (* 1965) ist ein deutscher Unternehmensberater und Autor.

## Leben
Nach dem Studium der Betriebswirtschaftslehre erwarb Jürgen Kurz einen Executive MBA in Entrepreneurial Management in Berlin, St. Gallen und Chicago als Jahrgangsbester. Dafür wurde er mit dem Dr. Günter von Alberti-Preis der Steinbeis-Hochschule Berlin ausgezeichnet.
Kurz leitete danach drilbox, ein mittelständisches Unternehmen in der Metallindustrie. Dort wurden durch Kaizen die Prozesse in der Fertigung optimiert. Später hat er den Kaizen-Ansatz auf das Büro übertragen und zu einem 5-stufigen Konzept ausgebaut. Heute bietet er seine Dienstleistungen zusammen mit Jörg Knoblauch unter den Firmen tempus. und tempus-Consulting an.

## Veröffentlichungen (Auswahl)
- Erfolgreich digital zusammen arbeiten – Effiziente Teamarbeit mit Microsoft 365 (mit Patrick Kurz und Marcel Miller), Gabal Verlag, Offenbach 2020
- So geht Büro heute! Erfolgreich arbeiten im digitalen Zeitalter (mit Marcel Miller), Gabal Verlag, Offenbach 2019
- Für immer aufgeräumt – auch digital, Gabal Verlag, Offenbach 2014
- Für immer aufgeräumt – Zwanzig Prozent mehr Effizienz im Büro, Gabal Verlag, Offenbach 2007
- Die besten Mitarbeiter finden und halten. Die ABC-Strategie nutzen (mit Jörg Knoblauch), Campus Verlag 2007
- Die TEMP Methode®. Das Konzept für Ihren unternehmerischen Erfolg (mit Jörg Knoblauch und Jürgen Frey), Campus Verlag 2009